# Assur-nirari IV
Assur-nirari IV (Ashur-nirari IV) (fl. XI secolo a.C.) succedette a suo padre Salmanassar II nel 1019 a.C., quando gli succedette lo zio Assur-rabi II. Oltre a questo, non si sa nulla sul suo breve regno.